# رابرت چارتوف
رابرت چارتوف (انگلیسی: Robert Chartoff؛ زادهٔ ۲۶ اوت ۱۹۳۳) یک تهیه‌کننده و بشردوست اهل ایالات متحده آمریکا بود.
وی همچنین برنده جوایزی همچون جایزه اسکار بهترین فیلم برای فیلم راکی به عنوان تهیه‌کننده شده‌است.
چارتوف که در خانواده‌ای یهودی به دنیا آمده، تهیه‌کننده بیش از سی فیلم بود؛ که از جمله این فیلم‌ها می‌توان به گاو خشمگین شاهکار تکرارنشدنی سینمای جهان ساخته مارتین اسکورسیزی و نیز سری فیلم‌های راکی با بازی استالونه اشاره کرد.

## فیلم‌شناسی
- مگر آنها اسب‌ها را خلاص نمی‌کنند؟ (۱۹۶۹)
- مکانیک (۱۹۷۲)
- جاسوس‌ها (۱۹۷۴)
- قمارباز (۱۹۷۴)
- راکی (۱۹۷۶)
- والنتینو (۱۹۷۷)
- نیویورک، نیویورک (فیلم) (۱۹۷۷)
- راکی ۲ (۱۹۷۹)
- گاو خشمگین (۱۹۸۰)
- راکی ۳ (۱۹۸۲)
- مردان واقعی (۱۹۸۳)
- آبجو (۱۹۸۵)
- راکی ۴ (۱۹۸۵)
- راکی ۵ (۱۹۹۰)
- راکی بالبوآ (۲۰۰۶) (تهیه‌کننده)
- مکانیک (۲۰۱۰)
- طوفان (۲۰۱۰)
- بازی اندر (۲۰۱۳)
- قمارباز (۲۰۱۴)
- اعتقادنامه (۲۰۱۵)